# خلیل‌کلا
خلیل‌کلا، روستایی است از توابع بخش بندپی شرقی شهرستان بابل در استان مازندران ایران.

## جمعیت
این روستا در دهستان فیروزجاه قرار دارد و براساس سرشماری مرکز آمار ایران در سال ۱۳۸۵، جمعیت آن ۱۷۴ نفر (۵۲خانوار) بوده‌است.
مناطق دیدینی این روستا عبارتست از رودخانه، سره، جنگلهای بکرو دیدنی، آبگرم ازرو